# Zander Cannon
Alexander "Zander" Cannon (nascido em 1 de novembro de 1972) é um cartunista americano, que se tornou conhecido por seu trabalho como ilustrador, ao lado de Gene Ha, da série Top 10, criada em conjunto com Ha e o escritor Alan Moore e publicada pelo selo editorial America's Best Comics entre 1999 e 2001.
Embora Cannon já atuasse no mercado independente antes disso, foi com a revista mensal originalmente produzida pelo trio e com a minissérie derivada Smax, produzida apenas por Cannon e Moore e publicada entre 2003 e 2004, que ele atrairia a atenção do público e da crítica americana. Após Moore produzir com Ha "Top Ten: The Forty-Niners", uma graphic novel publicada em 2005, Cannon assumiria, ao lado do seu irmão Kevin Cannon, o papel de roteirista, para a minissérie Top Ten: Season Two, publicada entre 2008 e 2009.
Cannon é o criador de Heck, uma graphic novel de ficção publicada em 2013 sobre um ex-jogador de futebol que descobre dentre os pertences de seu falecido pai um portal para o inferno, da revista Double Barrel, que, em formato de antologia, publicou histórias de Heck e outros personagens, e da série Kaijumax, publicada desde 2015 pela editora independente Oni Press. Tanto Heck quanto Kaijumax renderiam indicações para Cannon ao Eisner Award, a premiação máxima dos quadrinhos americanos, em 2014 e 2016, na categorias "Melhor Álbum Gráfico" e "Melhor Nova Série", respectivamente.

## Prêmios e indicações
| Ano  | Premiação    | Categoria                                                                | Obra     | Resultado |
| ---- | ------------ | ------------------------------------------------------------------------ | -------- | --------- |
| 2000 | Eisner Award | Melhor Nova Série                                                        | Top Ten  | Venceu    |
| 2000 | Eisner Award | Melhor Série Continuada                                                  | Top Ten  | Indicado  |
| 2001 | Eisner Award | Melhor Série Continuada                                                  | Top Ten  | Venceu    |
| 2002 | Eisner Award | Melhor Desenhista/Arte-finalista ou Dupla de Desenhista e Arte-finalista | Top Ten  | Indicado  |
| 2014 | Eisner Award | Melhor Álbum Gráfico                                                     | Heck     | Indicado  |
| 2016 | Eisner Award | Melhor Nova Série                                                        | Kaijumax | Indicado  |